# Грінченко Анатолій Гаврилович
Анатолій Гаврилович Грінченко (нар. 7 серпня 1941) — український радянський діяч, новатор виробництва, слюсар Харківського моторобудівного заводу «Серп і молот» Харківської області. Герой Соціалістичної Праці (24.09.1982). Кандидат в члени ЦК КПУ в 1986—1990 р.

## Біографія
У 1960-х—1980-х рр. — слюсар Харківського моторобудівного заводу «Серп і молот» Харківського моторобудівного виробничого об'єднання «Серп і молот» Харківської області Міністерства тракторного і сільськогосподарського машинобудування СРСР.
Член КПРС. Новатор виробництва. Досягнув видатних успіхів у виконанні виробничих завдань і соціалістичних зобов'язань та високу якість роботи.
Потім — на пенсії у місті Харкові.

## Нагороди
- Герой Соціалістичної Праці (24.09.1982)
- орден Леніна (24.09.1982)
- ордени
- медалі

## Джереда
- газета «Соціалістична Харківщина» (Харків) — січень 1986 року.